# Peter Thompson (football, 1984)
Pour les articles homonymes, voir Thompson et Peter Thompson (homonymie).
Peter Thompson, né le 2 mai 1984 à Belfast, est un ancien footballeur international nord-irlandais jouant au poste d’avant-centre.

## Sa carrière en club

### Linfield
Peter Thompson fait ses débuts à Linfield en 2001 en entrant en cours de match comme remplaçant. Sa carrière démarre tout doucement avec au cours de la saison suivante seulement 15 apparitions, dont six titularisations, en équipe première et deux buts marqués. Ce n’est qu’à partir de la saison 2004-2005 que Thompson commence à se faire sa place dans le club. Il joue 43 matchs et marque 27 buts, aidant le club à remporter les quatre trophées nationaux mis en jeu cette année-là.
En 2005-2006, il termine le championnat en remportant le titre de meilleur buteur avec 48 buts en 58 matchs disputés.
La saison 2006-2007 est également brillante. Thompson dispute 51 matchs et marque au total 31 buts. La dernière saison à Linfield le voit encore marque 44 buts.
Au début de la saison 2008-2009, Thompson ne dispute qu’un seul match officiel avec Linfield, un match de tour préliminaire perdu 2 buts à 0 contre le club croate du Dinamo Zagreb. Le 17 juillet 2008, il reçoit l’autorisation de négocier les termes d’un nouveau contrat avec le club anglais de Stockport County. Les négociations s’engagent sur un transfert de 100 000 £ plus les primes. Un autre club anglais, Norwich City souhaite l’engager mais sans arriver à se mettre d’accord avec Linfield.
Peter Thompson quitte donc Belfast en emportant avec lui l’image d’un buteur de légende pour le club le plus titré d’Irlande du Nord : 152 buts marqués en 235 matchs. Les supporters marquent leur émotion en submergeant le site Internet du club de messages de sympathie,,,. Le club le présente lui comme un joueur exemplaire, déjà placé parmi les meilleurs footballeurs de tous les temps à Linfield.

### Stockport County
Peter Thompson signe officiellement pour le club de Stockport County à la fin du mois de juillet 2008 et arbore un maillot floqué du numéro 9 devant les médias.
Thompson dispute son premier match sous son nouveau maillot contre l’équipe réserve du Liverpool FC le 26 juillet 2008. Même s’il ne réussit pas à marquer, il se crée dès ce premier match de nombreuses occasions en tirant même sur le poteau. Stockport obtient un match nul 1-1. Il marque son premier but au cours d’un match amical contre Manchester City.
En septembre 2008, il est élu joueur du mois en League 1 (la troisième division anglaise). Il marque à la fin de ce mois là son premier but en match officiel contre Cheltenham. Malgré ce départ prometteur, Peter Thompson éprouve de nombreuses difficultés à s’adapter au style de jeu de Stockport.